# Daniel Aranzubia
Daniel Aranzubia Aguado (Logroño, 18 de setembro de 1979) é um ex-futebolista espanhol que atua como goleiro.

## Carreira
Aranzubia representou a Seleção Espanhola de Futebol, nas Olimpíadas de 2000, medalha de prata. 